# Duda Batista
Maria Eduarda Batista de Queiroz (Jacareí, 28 de novembro de 2002), mais conhecida como Duda Batista, é uma jogadora de futebol brasileira.

## Biografia e carreira
Batista é natural de Jacareí, no estado de São Paulo. Ela tem passagens por diversos clubes, bem como Ferroviária, São José e Fluminense.
Em 2018, ela integrou a Seleção Brasileira Sub-17 que venceu o Campeonato Sul-Americano da categoria.

## Principais conquistas
Campeonato Sul-Americano Sub-17
- Campeã – 2018